# Puig d'en Rafel
El Puig d'en Rafel és una muntanya de 179 metres que es troba al municipi de Madremanya, a la comarca del Gironès.